# إيميلي (أنمي)
'إيميلي' (بالإنجليزية: Emily of New Moon‎؛ باليابانية: 風の少女エミリー) مسلسل أنمي ياباني مقتبس من رواية إميلي القمر الجديد للكاتبة لوسي مود مونتغمري عرض لأول مره في 7 أبريل 2007 واستمر عرضه حتى 29 سبتمبر 2007 تمت دبلجة المسلسل للغة العربية بواسطة مركز الزهرة وعرض على قناة سبيس تون.

## القصة
القصة تدور حول فتاة يتيمة تدعى إيميلي دوغلاس بارد ستار انتقلت للعيش عند أسرة «الـموراي» بعد وفاة والدها وهذه الأسرة في الحقيقة هي أسرة والدتها جولييت المتوفاة منذ زمن بعيد.. والتي اضطرت في ما مضى أن تخالف قوانين الأسرة وعاداتها من أجل حب حياتها فقررت ترك الأسرة والزواج من دوغلاس الذي كان صحفياً متواضع فاضطرت الأسرة إلى التخلي عن جولييت وكل مايخصها من أخبار.. لكن بما أن إيميلي أصبحت فتاة يتيمة ووحيدة فإن الموراي هم ملجأها وواجبهم هو تقديم الرعاية والمساعدة لها.
لم ترغب إيميلي في الذهاب لكن الأمر خارج عن ارادتها لانها لا تزال صغيرة.. في البداية لم يرغب أحد من أفراد الأسرة تولي رعايتها فقامو بعمل قرعة ومن سيختار ايميلي. وفي نهاية القرعة وقع الاختيار على اليزابيث موراي خالة ايميلي. في البداية لم تكن ايميلي تحبها لكنها مع مرور الوقت أصبحت تحبها كثيرًا وأيضا اليزابيث كانت تكرهها ولكن أحبتها فيما بعد وأصبحت بمثابة والدتها.
في يوم من الأيام ذهبت ايميلي إلى المدرسة وحينها قابلت فتاة اسمها سوزي بارلين. كانت سوزي تكره ايميلي كثيرًا وايميلي كانت تبادلها نفس الشعور وفيما بعد أصبحتا أعز صديقتين وحينها سوزي عرفت ايميلي على فتى يدعى تيدي وهو لطيف جدا ويحب الرسم كثيرا وحينما كبروا صارت لهم الرغبة الشديدة إلى تحقيق احلامهم، ذهبوا للدراسة في مدرسة شربري الثانوية واكملوا الدراسة إلى ان انهوها عدا إيميلي، التي فشلت في النجاح، ثم عادت إلى القمر الجديد عند خالتها إيليزابيث حتى كبرت أكثر، ثم كانت على وشك الفشل عندما كانت تطلب من الناشرين والطُّباع نشر قصة منها فيرفضوا ذلك، لكنها أفاقت بعد مدة، ثم نشرت قصة لها نالت إعجاب الجميع، وكان في تلك الأثناء تيدي عائداً من البعثة الدراسية التي حصل عليها من المدرسة، ثم يعود إلى إيميلي، فيلتقي بها واقفة عند البيت الذي كان معها ذات مرة واقفين فيه في صغرهما، ثم يأتيها ويطلب منها الزواج، ويمد يده لمصافحتها، ثم في النهاية يتزوج تيدي بايميلي، وينجب منها ابنة.

## الشخصيات
Emily Starr
بطلة القصة.. وهي تبلغ من العمر أحد عشر عاماً.. فتاة مرحة وحالمة ذات خيال واسع تملك موهبة الكتابة وخاصة الشعر. ومقدرتها في كتابة الشعر أكبر من سنها وهذا مايثير الدهشة لدى البعض.
Perry Miller
هو ولد بعمر إيميلي تقريباً ويعمل مساعداً لجيمي في المزرعة لدى عائلة الموراي.. نشيط ويعمل بجد وهو أول صديق التقت به إيميلي فور وصولها لنيو موون.....
Teddy Kent
هو صديق إيميلي المفضل.. فتى موهوب بالرسم كما انه لطيف وطيب القلب وفي النهاية يتزوج من ايميلي.
Elizabeth Murray
هي كبيرة أسرة الموراي وأخت جولييت والدة إيميلي.. امرأة صارمة لا تظهر أي مشاعر على الإطلاق لكنها طيبة القلب.
Ilse Burnley
هي فتاة شجاعة وواثقة من نفسها كثيرا وكانت لا تحب ايميلي في البداية ولكن أحبتها فيما بعد وأصبحت أعز صديقة لايميلي.

## كلمات الاغنية
الاغنية من كلمات وتلحين : طارق العربي طرقان وغناء : نور العربي، رشا رزق، طارق العربي طرقان، محمد العربي طرقان
قد تبدو الأيام كمياه راكدة قمرٌ لا ينام وليال باردة
و تطل الأحلام بالأنوار واعدة فتضيء الظلام والليالي تنجلي
إيميلي إيميلي بالصبر تجملي إيميلي...إيميلي
حاولي لن تفشلي
قد تبدو الأيام كمياه ساكنة قمرٌ لا ينام وغيوم داكنة
و تطل الأحلام بالألوان فاتنة فتضيء الظلام والليالي تنجلي
إيميلي إيميلي بالصبر تجملي...إيميلي إيميلي حاولي لن تفشلي

## أحد ما كتبته إيميلي بالعربية
1- «تحية الرياح»
كل شيء من حولي يناديني،
و شيء ما في داخلي يرد النداء،
هذه الرياح في كل يوم تعبر من هنا،
تمر فتحيي جميع الأشجار.. فترد التحية،
السماء صديقتي، كلما نظرت إليها كشفت لي المزيد، وأخبرتني بأسرار عالم الغيوم،
إنها أرض الأمل.
2-	«أرض الثلوج»
الأرض في الثلوج.. كأنها عروس،
مزدانة بيضاء.. لتبهج النفوس،
يتساقط عليها الثلج من كل الجهات،
يعجب به جميع الناس،
و يبعث فيهم أجمل إحساس،
و الثلج يبدو فوقها كأنه الألماس،
يدعوا إلى الحبور والود بين الناس،
تردد الجبال صوت الصدى،
و ذكرياتنا تصير مثل الندى،
تشع مثل البدر في الدجى،
من خلف غيمٍ قادمٍ بدا.
3-	«الفراشة اليائسة»
فراشةٌ يائسةٌ تحاول الطيران،
يمتد أمامها بحرٌ بلا شطئان،
بحرٌ من الأزهار بالألوان الزاهية يزدان،
و الفراشة خائفة لا تعرف أين المكان!
فراشتي طيري ولا تخافي،
فأنتِ يا صغيرتي تجيدين النثر والقوافي،
هيا... حلقي إلى الأعلى..
و تجيدين الدفئ في المرافي،
و النور يسطعُ من بين الأطياف.
4-	«المحيط»
يبدو لنا المحيط كاللؤلؤ المنثور،
مفتوحة آفاقه تنادي للعبور،
قالت لنا الأيام كونوا كما الطيور،
تراقصوا على الشواطئ كصدفة من نور.
5-	«بقية البقية»
إترك الماضي ورائك،
يا صديقي وتدارك، كلما مرَّ عليك.
مرت الأيام مثل الريح تجري..
فجرها يسبق فجري..
ضوؤها نورٌ عليك،
خانقٌ وقت الوداع..
سآئني طول الصراع..
راجعٌ يومًا إليك..
لا تخبئ ما لديك،
هكذا الأيام تمضي
لم تكن إلا... كومضِ
لملم الذكرى الحميمة
لا تذرني ليس لي..
إلا جراحاتي الأليمة
كل أحلامي تولت..
و هي كل ما لديَّ..
ليتها تبقى بقية
و هي كل ما لديَّ..
ليتها تبقى... بقية

## الأصوات
- رغدة الخطيب - إيميلي
- فدوى سليمان - بيري (الصوت الثاني)، والدة تيدي (الصوت الثاني)
- منصور السلطي - جيمي
- أسيمة يوسف - سوزي، إيلين، لورين
- آمنة عمر - تيدي، روز، معلمة
- رأفت بازو - جون
- مجد ظاظا - روث، الجدة نانسي
- دينا خانكان - جدة بيري
و
- ثراء دبسي - إليزابيث
- مروان فرحات - والد إيميلي، الدكتور بيرنلي
- أيمن السالك - كاربنتر
- هزار الحرك - جولييت (غير مدرج)
- ملك مرقدة - بيري (الصوت الأول)، والدة تيدي (الصوت الأول)، الراوية (غير مدرج)

## طاقم العمل

### النسخة العربية
- الإعداد: أمل جرجور
- التدقيق اللغوي: رمضان أيوب
- الترجمة: سامية الدروبي
- المراجعة: عماد عكر
- المكساج: منار السمكري
- المونتاج: سامر أبو حمد
- التترات: محمد القزة ← بشر فيصل قهوجي
- كلمات وألحان الشارة: طارق العربي طرقان
- غناء: نور عربي ← نور العربي طرقان، طارق العربي طرقان، محمد العربي طرقان
- تسجيل ومكساج الشارة: محمد العربي طرقان
- المتابعة المالية: محمد حسان مهنا، عبد القادر نبهان
- إدارة الإنتاج: رضوان حجازي
- إنتاج وتوزيع: ANIMATION INTERNATIONAL (ماهر الحاج ويس)
- تنفيذ الدوبلاج: مركز الزهرة

Free Zone
Damascus
Tel:2126025
Fax:2134317
- الإشراف الفني: يحيى الكفري، هزار الحرك

## روابط خارجية
- إيميلي على موقع IMDb (الإنجليزية)
- إيميلي على موقع كينوبويسك (الروسية)
- إيميلي على موقع قاعدة بيانات الفيلم (الإنجليزية)
- إيميلي على موقع ANN anime (الإنجليزية)
- 公式サイト（NHKアニメワールド）
- 公式サイト（トムス・エンタテインメント）
- ☆「エミリー」の世界 - NHK・NEP・TMS。プロデューサーと監督による対談がある。（2007年8月25日時点のアーカイブ）
- An L.M. Montgomery Resource Page - 閉鎖。（2004年10月25日時点のアーカイブ）
- プリンス・エドワード島 (PEI) オフィシャル日本語サイト（プリンス・エドワード・アイランド州観光局）
- 赤毛のアンのふるさと（アトランティック・カナダ4州観光局公式サイト）